# Pachydactylus oshaughnessyi
Pachydactylus oshaughnessyi este o specie de șopârle din genul Pachydactylus, familia Gekkonidae, descrisă de Boulenger 1885.

## Subspecii
Această specie cuprinde următoarele subspecii:
- P. o. oshaughnessyi
- P. o. katanganus